# Championnat d'Europe de football 2008
Navigation
Portugal 2004 Pologne - Ukraine 2012
L'édition 2008 du championnat d'Europe de football s'est disputée du 7 au 29 juin 2008 en Autriche et en Suisse.
Le champion sortant, la Grèce, a remis son titre en jeu face à quinze autres nations, dont les deux pays organisateurs. Il s'agissait de la 13e édition du championnat d'Europe de football. Elle a été remportée par l'Espagne, vainqueur de la finale 1 à 0 contre l'Allemagne. Si les Pays-Bas, la Croatie, la Russie, la Turquie, l'Allemagne, et l'Espagne ont développé un beau jeu, ce n'est pas le cas de la Grèce tenante du titre, du Portugal, précédent finaliste, ainsi que de l'Italie et de la France, respectivement championne et vice-championne du monde en titre, qui ont beaucoup déçu. Pour la première fois de l'histoire, aucun pays hôte de la phase finale ne figure dans le dernier carré de la compétition.

## Choix du pays organisateur

Logo de la candidature austro-suisse.

La candidature austro-suisse a été élue le 12 décembre 2002. C'est la deuxième fois que la phase finale du championnat d'Europe est co-organisée par deux nations, auparavant l'Euro 2000 avait été co-organisé par la Belgique et les Pays-Bas.
Cette candidature a été préférée à celles de la Russie, de la Hongrie, de la Bosnie-Herzégovine et Croatie, de l'Écosse et l'Irlande, de la Grèce et la Turquie et à la candidature nordique (Suède, Norvège, Finlande et Danemark). L'Autriche et la Suisse sont qualifiées d'office en tant qu'organisateurs.

## Villes retenues et infrastructures
Huit villes, quatre en Suisse et quatre en Autriche, ont été sélectionnées pour accueillir les matchs du Championnat d'Europe 2008.

### Autriche
| Ville      | Stade                 | Club                | Capacité | Matches                                                             |
| ---------- | --------------------- | ------------------- | -------- | ------------------------------------------------------------------- |
| Vienne     | Stade Ernst Happel    | équipe d'Autriche   | 53 008   | 3 matches de poule, deux 1/4 de finale, une 1/2 finale et la finale |
| Salzbourg  | Stade Wals-Siezenheim | Red Bull Salzbourg  | 30 000   | 3 matches de poule                                                  |
| Innsbruck  | Tivoli Neu            | FC Wacker Innsbruck | 30 000   | 3 matches de poule                                                  |
| Klagenfurt | Hypo-Arena            | SK Austria Kärnten  | 32 000   | 3 matches de poule                                                  |

### Suisse
| Ville  | Stade               | Club           | Capacité | Matches                                                  |
| ------ | ------------------- | -------------- | -------- | -------------------------------------------------------- |
| Bâle   | Parc Saint-Jacques  | FC Bâle        | 42 500   | 3 matches de poule, deux 1/4 de finale et une 1/2 finale |
| Berne  | Stade de Suisse     | BSC Young Boys | 32 000   | 3 matches de poule                                       |
| Zurich | Stade du Letzigrund | FC Zurich      | 30 000   | 3 matches de poule                                       |
| Genève | Stade de Genève     | Servette FC    | 30 084   | 3 matches de poule                                       |

Tous les stades, mis à part celui de Vienne, sont soit de nouvelles constructions, soit en train d'être agrandis. Le Stade du Hardturm à Zurich, initialement prévu, ne pourra pas être reconstruit pour la compétition, à la suite d'une forte opposition des riverains. Il a été remplacé par le stade du Letzigrund.
Toutefois, certains critiquent la faible capacité des stades qui ne dépasse pas le plus souvent 30 000 places, ce qui semble assez faible au vu de l'importance de la compétition.
La ligne 2 du métro de Vienne sera prolongée pour desservir le stade Ernst Happel, qui n'est aujourd'hui desservi que par le tramway.

### Écrans géants
C'est la première compétition où l'UEFA produit ses propres images, pour la télévision. Après discussions internes, elle a décidé que les images diffusées sur les écrans des stades seraient les mêmes que celles proposées aux télévisions, donc également les ralentis d'actions litigieuses. Lors de la Coupe du monde de 2006 en Allemagne, seules les images des buts, sans ralenti, étaient diffusées sur les écrans des stades. Cette diffusion de ralentis a créé quelques polémiques comme lors d'un des premiers matchs joués, Pays-Bas - Italie, où les joueurs italiens demandèrent à l'arbitre de regarder les écrans pour qu'il revienne sur sa décision d'accorder le premier but néerlandais. D'autres craignent aussi que cela puisse provoquer des mouvements ou des manifestations du public incontrôlables.

### Carte et photos des stades
| Vienne                   | Klagenfurt                | Salzbourg                 | Innsbruck                    |
| ------------------------ | ------------------------- | ------------------------- | ---------------------------- |
| Stade Ernst Happel       | Hypo-Arena                | Stade Wals-Siezenheim     | Tivoli Neu                   |
| Autriche                 | Autriche                  | Autriche                  | Autriche                     |
| Capacité : 53 295        | Capacité : 31 957         | Capacité : 31 020         | Capacité : 31 600            |
| Club : équipe d'Autriche | Club : SK Austria Kärnten | Club : Red Bull Salzbourg | Club : FC Wacker Innsbruck   |
|                          |                           |                           |                              |
|                          |                           |                           |                              |
| Bâle                     | Berne                     | Genève                    | Zurich                       |
| Parc Saint-Jacques       | Stade de Suisse Wankdorf  | Stade de Genève           | Stade du Letzigrund          |
| Suisse                   | Suisse                    | Suisse                    | Suisse                       |
| Capacité : 42 000        | Capacité : 31 907         | Capacité : 31 228         | Capacité : 30 000            |
| Club : FC Bâle           | Club : BSC Young Boys     | Club : Servette FC        | Club : FC Zurich/Grasshopper |
|                          |                           |                           |                              |

## Slogan, chanson officielle, mascottes et ballon
Les slogans officiels ont été dévoilés le 24 janvier 2007, à 500 jours du match d'ouverture de la phase finale. Ils sont traduits dans les langues officielles des pays organisateurs : italien (Suisse), français (Suisse) et allemand (Suisse et Autriche), ainsi qu'en anglais.
- anglais : « Expect Emotions » (« Attendez-vous à des émotions »)
- allemand : « Erlebe Emotionen » (« Vivez des émotions »)
- français : « L'émotion au rendez-vous »
- italien : « Emozioni da vivere » (« Émotions à vivre »)

### Chanson officielle
- Can You Hear Me, interprétée par Enrique Iglesias
- Feel The Rush, interprétée par Shaggy

### Mascottes
Les deux mascottes sont Trix et Flix. Ils portent chacun un maillot rouge et blanc, couleurs des deux pays organisateurs. Les noms ont été choisis parmi trois propositions par les publics autrichien et suisse. Les deux autres choix étaient Zagi et Zigi et Flitz et Bitz. C'est finalement Trix et Flix qui furent retenus avec 36,3 % des votes. Trix portant le nombre 20 sur son maillot et Flix le 08, les deux mascottes forment l'année 2008 lorsqu'ils sont côte à côte.

### Ballon

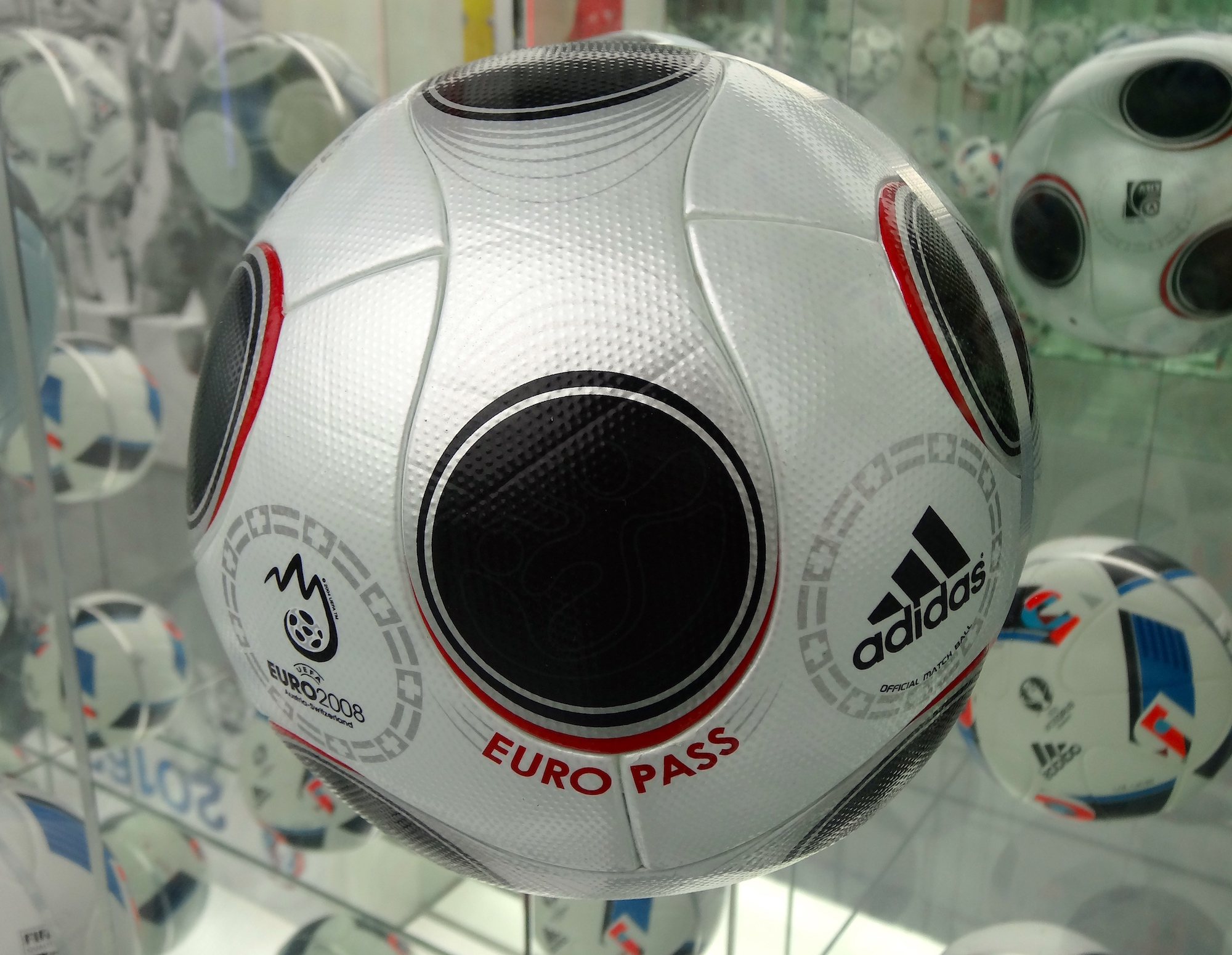
"Euro Pass", le ballon de l'Euro 2008.

Le 2 décembre 2007, lors de la cérémonie pour le tirage au sort des poules en Suisse, l'UEFA, par l'intermédiaire des capitaines des équipes suisse et autrichienne, Alexander Frei et Andreas Ivanschitz, a présenté le ballon officiel pour cette compétition : l'Europass. Selon son concepteur et fabricant, l'équipementier sportif Adidas, « la texture doit assurer une meilleure transmission de la force de frappe des joueurs et, grâce à une vitesse de rotation accrue, permettre de donner plus d'effet au ballon. » Il doit en outre offrir une meilleure prise aux gardiens de but (ce dernier point avait été critiqué par certains gardiens pour le Roteiro, le ballon officiel fourni par Adidas lors de l'Euro 2004 au Portugal).
L'europass semble être un dérivé du Teamgeist, le ballon officiel de la coupe du monde 2006, en reprenant la conception (la technique d'assemblage et le collage thermique sont identiques) et dont seule la texture de surface aurait été modifiée. Il est de couleurs blanche et noire avec des éléments rouges et argentés.

## Un nouveau trophée
À l'occasion de l'Euro 2008, un nouveau trophée est remis aux vainqueurs de la compétition. Le nouveau trophée Henri-Delaunay, réalisé en Angleterre, est la réplique exacte de l'original, mais enlevé de son socle. Son poids est de 8 kilogrammes et il mesure 60 centimètres de hauteur.

## Aspects économiques
Chaque nation qui se qualifiait pour la phase finale recevait 7,5 millions d'euros. En phase de poule, la distribution se fait ainsi : une victoire rapporte un million d'euros, un match nul un demi-million. Cet argent est directement reversé à la fédération de la nation concernée, ce qui au total plus de 184 millions d'euros seront distribués par l'UEFA. L'autre engagement de l'UEFA est le dédommagement de 4 000 euros par joueur et par jour aux clubs durant le tournoi, ceci aura pour conséquence d'éviter toute action en justice de la part des clubs en cas de blessure d'un de leurs joueurs. La ville de Neuchâtel a décidé de faire payer l'entraînement aux fans de la sélection portugaise 16 francs suisses (10 € par personne). Le Portugal est la seule équipe qui s'est entraînée deux fois devant 12 000 spectateurs, dans le Stade de la Maladière du club de Neuchâtel Xamax. La ville a tout de même dû débourser 190 000 € pour changer le gazon synthétique en gazon naturel.

### Médias

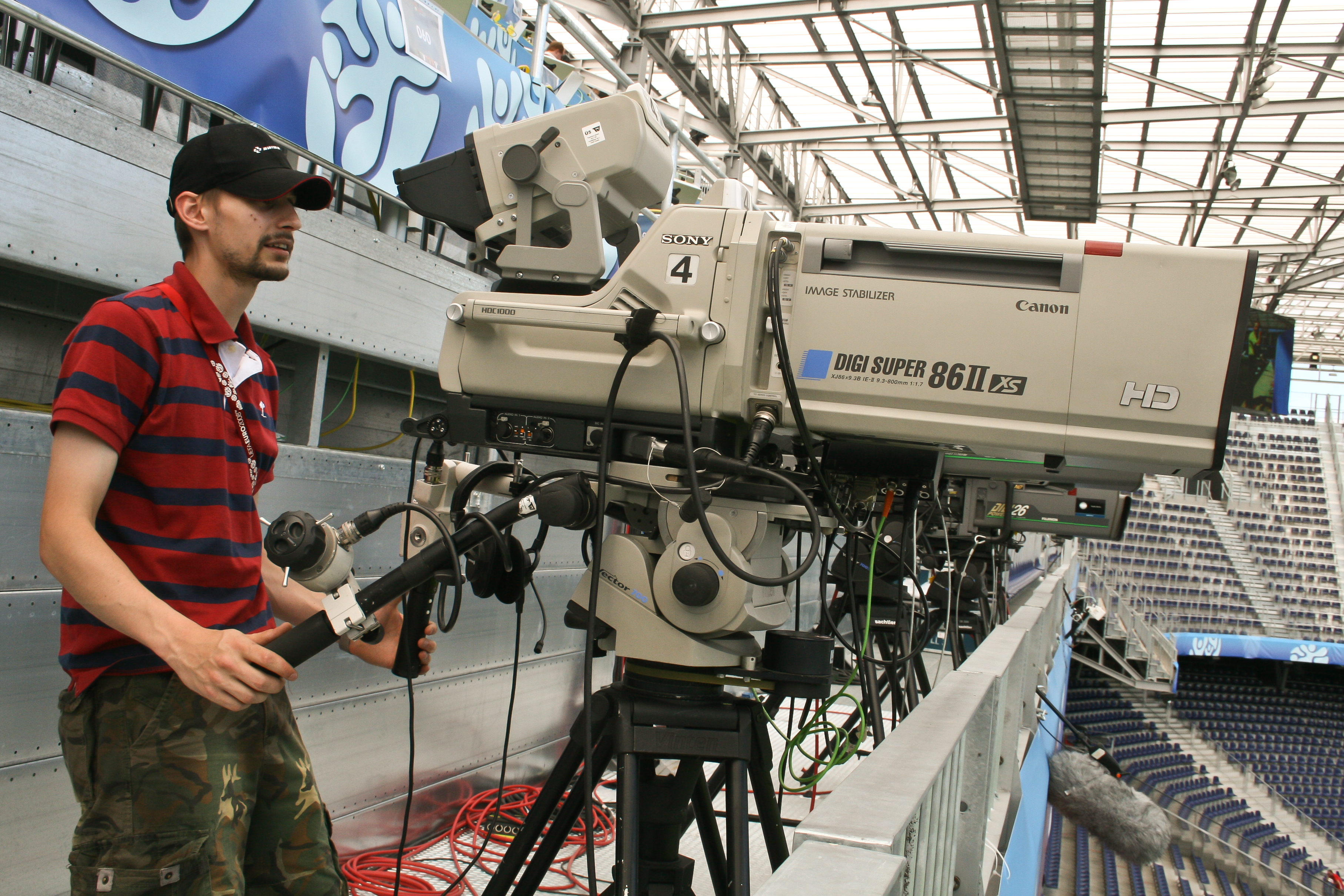
Caméra dans le stade de Salzbourg

Selon la Production du signal TV, responsable des images télévisées du Championnat d'Europe de football 2008, chacune des 31 rencontres sera regardée par plus de 150 millions de téléspectateurs dans le monde. L'édition 2004 fut diffusée par 234 chaînes à travers le monde. En France, les droits de diffusion ont été attribués à TF1/Eurosport et M6/W9 pour une somme globale de 100 millions d'euros. En Belgique, les matchs sont retransmis par la chaîne La Deux de la RTBF et en Suisse romande majoritairement sur TSR2, mais quelques matchs sont diffusés aussi sur TSR1 (match d'ouverture et la finale notamment).
Selon le directeur de la SSR, Armin Walpen, l'UEFA avait demandé à la société de production des images de ne pas diffuser les images considérées comme « non pertinentes », à savoir, fumigènes, violence entre supporters, ou irruptions de supporters sur le terrain.

## Les acteurs

### Qualifications
Pour se qualifier pour la phase finale de l'Euro 2008, toutes les nations (à l'exception de la Suisse et de l'Autriche en tant que pays organisateurs) ont dû prendre part à une phase éliminatoire. Les qualifications ont commencé le 16 août 2006 et se sont terminées le 21 novembre 2007. L'Allemagne se qualifie la première sur le terrain pour l'Euro 2008 à la suite de son match nul (0-0) en Irlande le 13 octobre 2007.

#### Composition des groupes des éliminatoires
Le tirage au sort des qualifications à l'Euro 2008 a eu lieu le 27 janvier 2006 à Montreux (Suisse).
Les matchs ont débuté le 16 août 2006, pour se terminer le 24 novembre 2007.
| Groupe A          | Groupe B        | Groupe C           | Groupe D             |
| ----------------- | --------------- | ------------------ | -------------------- |
| Arménie           | Écosse          | Bosnie-Herzégovine | Allemagne            |
| Azerbaïdjan       | Îles Féroé      | Grèce              | Chypre               |
| Belgique          | France          | Hongrie            | Pays de Galles       |
| Finlande          | Géorgie         | Malte              | République d'Irlande |
| Kazakhstan        | Italie          | Moldavie           | Tchéquie             |
| Pologne           | Lituanie        | Norvège            | Saint-Marin          |
| Portugal          | Ukraine         | Turquie            | Slovaquie            |
| Serbie            |                 |                    |                      |
| Groupe E          | Groupe F        | Groupe G           |                      |
| Andorre           | Danemark        | Albanie            |                      |
| Angleterre        | Espagne         | Biélorussie        |                      |
| Croatie           | Irlande du Nord | Bulgarie           |                      |
| Estonie           | Islande         | Luxembourg         |                      |
| Israël            | Lettonie        | Pays-Bas           |                      |
| Macédoine du Nord | Liechtenstein   | Roumanie           |                      |
| Russie            | Suède           | Slovénie           |                      |

- La Pologne et l'Autriche jouent leur premier Euro alors que l'Allemagne quant à elle participe à sa 10e phase finale d'un Championnat d'Europe.
- L'Angleterre est éliminée dans les Éliminatoires du Championnat d'Europe de football 2008 par la Croatie 2-3[9] à domicile le 21 novembre 2007, ce qui est assez inhabituel pour une grande nation du football. C'est la première fois depuis la Coupe du monde de football de 1994 que l'Angleterre n'est pas présente dans une phase finale d'un événement majeur du football et son premier Euro depuis 1984.
- La Grèce, tenante du titre, termine en tête de son groupe C, devant la Turquie, avec 31 points (10 victoires, 1 nul, 1 défaite), soit le capital le plus important, tous groupes confondus.

### Arbitres
12 arbitres, chacun accompagné de deux assistants, ainsi que 8 quatrièmes arbitres, ont été sélectionnés pour officier lors de cet Euro.

#### Arbitres principaux
- Allemagne : Herbert Fandel
- Angleterre : Howard Webb
- Autriche : Konrad Plautz
- Belgique : Frank De Bleeckere
- Espagne : Manuel Enrique Mejuto Gonzalez
- Grèce : Kýros Vassáras
- Italie : Roberto Rosetti
- Norvège : Tom Henning Øvrebø
- Pays-Bas : Pieter Vink
- Slovaquie : Ľuboš Micheľ
- Suède : Peter Fröjdfeldt
- Suisse : Massimo Busacca

#### Arbitres assistants
- Allemagne : Carsten Kadach et Volker Wezel
- Angleterre : Darren Cann et Michael Mullarkey
- Autriche : Egon Bereuter et Markus Mayr
- Belgique : Peter Hermans et Alex Verstraeten
- Espagne : Juan Carlos Yuste et Jiménez
- Grèce : Dimitris Bozatzidis et Dimitris Saraidaris
- Italie : Alessandro Griselli et Paolo Calcagno
- Norvège : Geir Åge Holen et Jan Petter Randen
- Pays-Bas : Adriaan Inia et Hans ten Hoove
- Slovaquie : Roman Slyško et Martin Balko
- Suède : Stefan Wittberg et Henrik Andrén
- Suisse : Matthias Arnet et Stéphane Cuhat

#### Quatrièmes arbitre
- Croatie : Ivan Bebek
- Pologne : Grzegorz Gilewski
- France : Stéphane Lannoy
- Portugal : Olegário Benquerença
- Hongrie : Viktor Kassai
- Écosse : Craig Thomson
- Islande : Kristinn Jakobsson
- Slovénie : Damir Skomina

## Résultats

### 1ertour - phase de groupes

#### Tirage au sort
Le tirage au sort de la phase finale a lieu le 2 décembre 2007 à Lucerne (Suisse).
| Groupes : - A - B - C - D | Pot 1 : - Suisse A1 - Autriche B1 - Pays-Bas C1 - Grèce D1 | Pot 2 : - Tchéquie - Croatie - Italie - Suède | Pot 3 : - Portugal - Allemagne - Roumanie - Espagne | Pot 4 : - Turquie - Pologne - France - Russie |

#### Départage en cas d'égalité
Les critères de classement et de départage définis par l'UEFA en cas d'égalité sont similaires à ceux de l'Euro 2004, :
1. dans les matchs entre les équipes concernées par l'égalité, nombre de points
2. dans les matchs entre les équipes concernées par l'égalité, différence de buts
3. dans les matchs entre les équipes concernées par l'égalité, nombre de buts marqués
4. dans tous les matchs du groupe, différence de buts
5. dans tous les matchs du groupe, nombre de buts marqués
6. séance de tirs au but, si deux équipes sont toujours à égalité, si elles n'ont pas de troisième ou quatrième adversaire avec le même nombre de points qu'eux, et si ces deux équipes se rencontrent lors de la dernière journée avec au moins une place qualificative en jeu
7. lors des qualifications pour la coupe du monde 2006 et de l'Euro 2008, moyenne de points par match
8. lors du tournoi final, critère disciplinaire
9. tirage au sort

#### Groupe A
Au début de la compétition, la Tchéquie demi-finaliste et le Portugal, finaliste de l'Euro 2004 disputé à domicile quatre ans plus tôt, s'affichent comme les favoris du groupe. Mais la Suisse, portée par son public, veut atteindre les quarts de finale et la Turquie peut jouer les trouble-fêtes.
Le Portugal s'assure la première place de son groupe et la qualification pour les quarts de finale après deux victoires dans ses deux premiers matchs face à la Turquie et la Tchéquie. La Suisse, malgré le soutien de son public, est éliminée dès la deuxième journée. Elle souffre notamment de l'absence de son buteur Alexander Frei, blessé dès le premier match. Lors de la dernière journée, toute l'attention se porte sur le match Turquie-Tchéquie, le vainqueur étant qualifié. Après avoir été menés de deux buts par les Tchèques, les Turcs inscrivent trois buts dans le dernier quart d'heure et parviennent à se qualifier. Pendant ce temps, la Suisse sauve l'honneur à Bâle devant le Portugal (2-0). À noter que si le match Turquie-Tchéquie s'était terminé sur un match nul, les deux équipes auraient été départagées par une séance de tirs au but (critère 6).
Le Portugal et la Turquie en tête à égalité de points, sont classés en fonction du résultat de la confrontation directe (critère 1) : victoire 2-0 du Portugal qui obtient donc la première place devant la Turquie, deuxième. De même, la Tchéquie est classée troisième devant la Suisse avait laquelle elle partage les points mais qu'elle a battue 1-0.

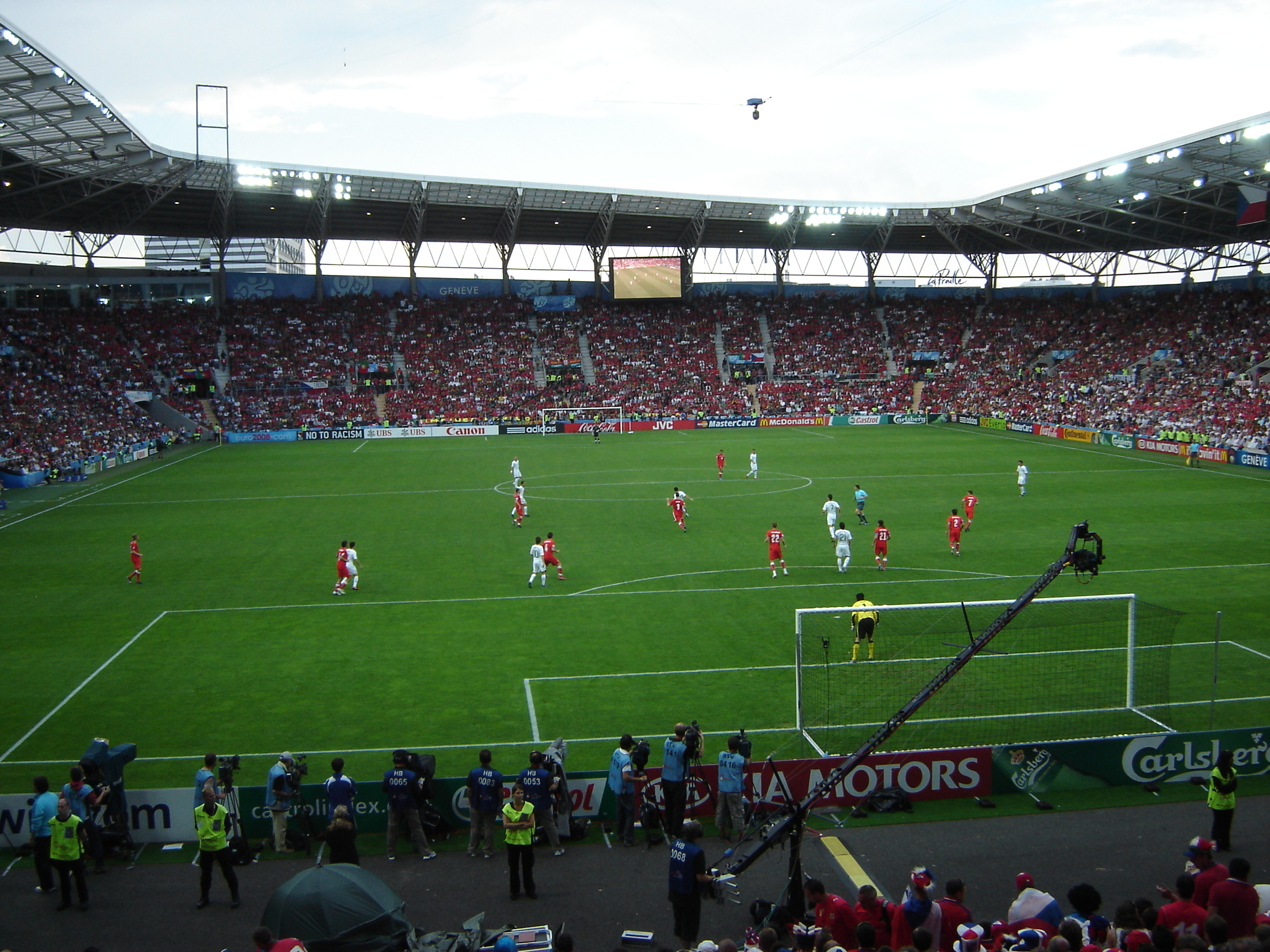
Rencontre du 11 juin opposant la Tchéquie au Portugal.

| Groupe A |          |     |   |   |   |   |    |    |      |
|          | Équipe   | Pts | J | G | N | P | Bp | Bc | Diff |
| 1        | Portugal | 6   | 3 | 2 | 0 | 1 | 5  | 3  | +2   |
| 2        | Turquie  | 6   | 3 | 2 | 0 | 1 | 5  | 5  | 0    |
| 3        | Tchéquie | 3   | 3 | 1 | 0 | 2 | 4  | 6  | -2   |
| 4        | Suisse   | 3   | 3 | 1 | 0 | 2 | 3  | 3  | 0    |

| 7 juin  | Bâle   | Suisse   | 0 | 1 | Tchéquie |
| 7 juin  | Genève | Portugal | 2 | 0 | Turquie  |
| 11 juin | Genève | Tchéquie | 1 | 3 | Portugal |
| 11 juin | Bâle   | Suisse   | 1 | 2 | Turquie  |
| 15 juin | Bâle   | Suisse   | 2 | 0 | Portugal |
| 15 juin | Genève | Turquie  | 3 | 2 | Tchéquie |

     Équipe qualifiée ou victorieuse; Pts = points; J = joués; G = gagnés; N = nuls; P = perdus;

Bp = buts pour; Bc = buts contre; Diff = différence de buts

#### Groupe B
Après le tirage au sort, ce groupe apparaît comme le plus déséquilibré de la compétition avec l'Allemagne, triple vainqueur, devant la Croatie et la Pologne qui ont effectué de bons parcours en éliminatoires. L'Autriche quant à elle, n'a pour atout que d'être l'un des pays hôtes de la compétition : c'est le pays le plus mal placé de la compétition au classement FIFA (92e).
La Croatie est qualifiée et assurée de terminer première du groupe dès son deuxième match, remporté face à l'Allemagne. L'Allemagne prend la deuxième place qualificative en battant l'Autriche 1-0 lors de la troisième et dernière journée. L'Autriche, qui a fait match nul avec la Pologne, est classée troisième devant celle-ci grâce à sa meilleure différence de buts générale (critère 4) : -2 pour l'Autriche et -3 pour la Pologne.

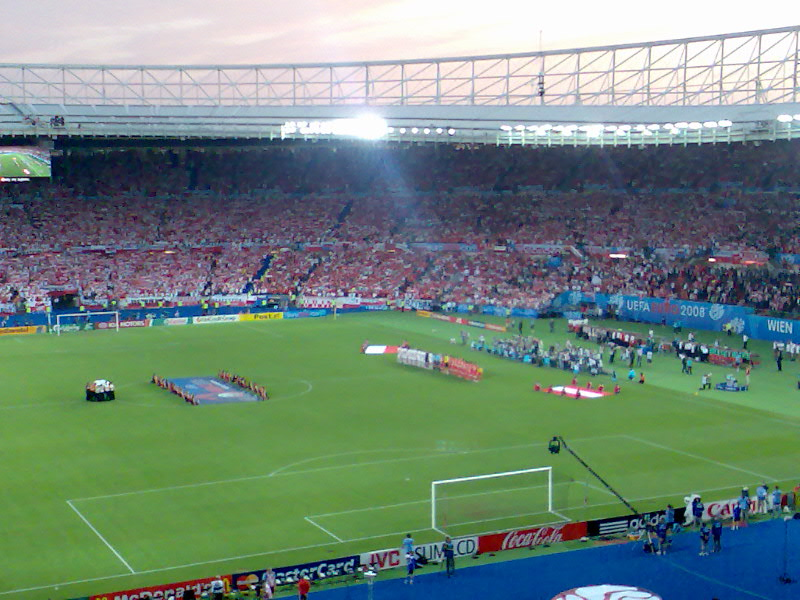
Présentation des équipes avant le match Autriche-Pologne.

| Groupe B |           |     |   |   |   |   |    |    |      |
|          | Équipe    | Pts | J | G | N | P | Bp | Bc | Diff |
| 1        | Croatie   | 9   | 3 | 3 | 0 | 0 | 4  | 1  | +3   |
| 2        | Allemagne | 6   | 3 | 2 | 0 | 1 | 4  | 2  | +2   |
| 3        | Autriche  | 1   | 3 | 0 | 1 | 2 | 1  | 3  | -2   |
| 4        | Pologne   | 1   | 3 | 0 | 1 | 2 | 1  | 4  | -3   |

| 8 juin  | Vienne     | Autriche  | 0 | 1 | Croatie   |
| 8 juin  | Klagenfurt | Allemagne | 2 | 0 | Pologne   |
| 12 juin | Klagenfurt | Croatie   | 2 | 1 | Allemagne |
| 12 juin | Vienne     | Autriche  | 1 | 1 | Pologne   |
| 16 juin | Klagenfurt | Pologne   | 0 | 1 | Croatie   |
| 16 juin | Vienne     | Autriche  | 0 | 1 | Allemagne |

     Équipe qualifiée ou victorieuse; Pts = points; J = joués; G = gagnés; N = nuls; P = perdus;

Bp = buts pour; Bc = buts contre; Diff = différence de buts

#### Groupe C
Avant le tournoi, le groupe C est qualifié de « groupe de la mort », signifiant qu'une grande sélection sera éliminée dès le premier tour. En effet, le groupe C comporte les deux finalistes de la précédente Coupe du monde, l'Italie et la France, les Oranjes néerlandais, et la sélection roumaine, 12e au classement FIFA. Les équipes se sont déjà affrontées en éliminatoires (Italie et France, Roumanie et Pays-Bas).
Les Pays-Bas remportent leurs deux rencontres contre les champions du monde italiens (3-0) et les vice-champions du monde français (4-1). Ils s'assurent ainsi en deux matchs la première place du groupe. Les Pays-Bas établissent le record du plus grand nombre de buts inscrits lors des deux premiers matchs de championnat d'Europe de football avec 7 buts. la Roumanie tient en échec la France qui ensuite essaye de se relancer après avoir perdu contre les Néerlandais et finalement l'Italie se qualifie en battant la France lors de la dernière journée.

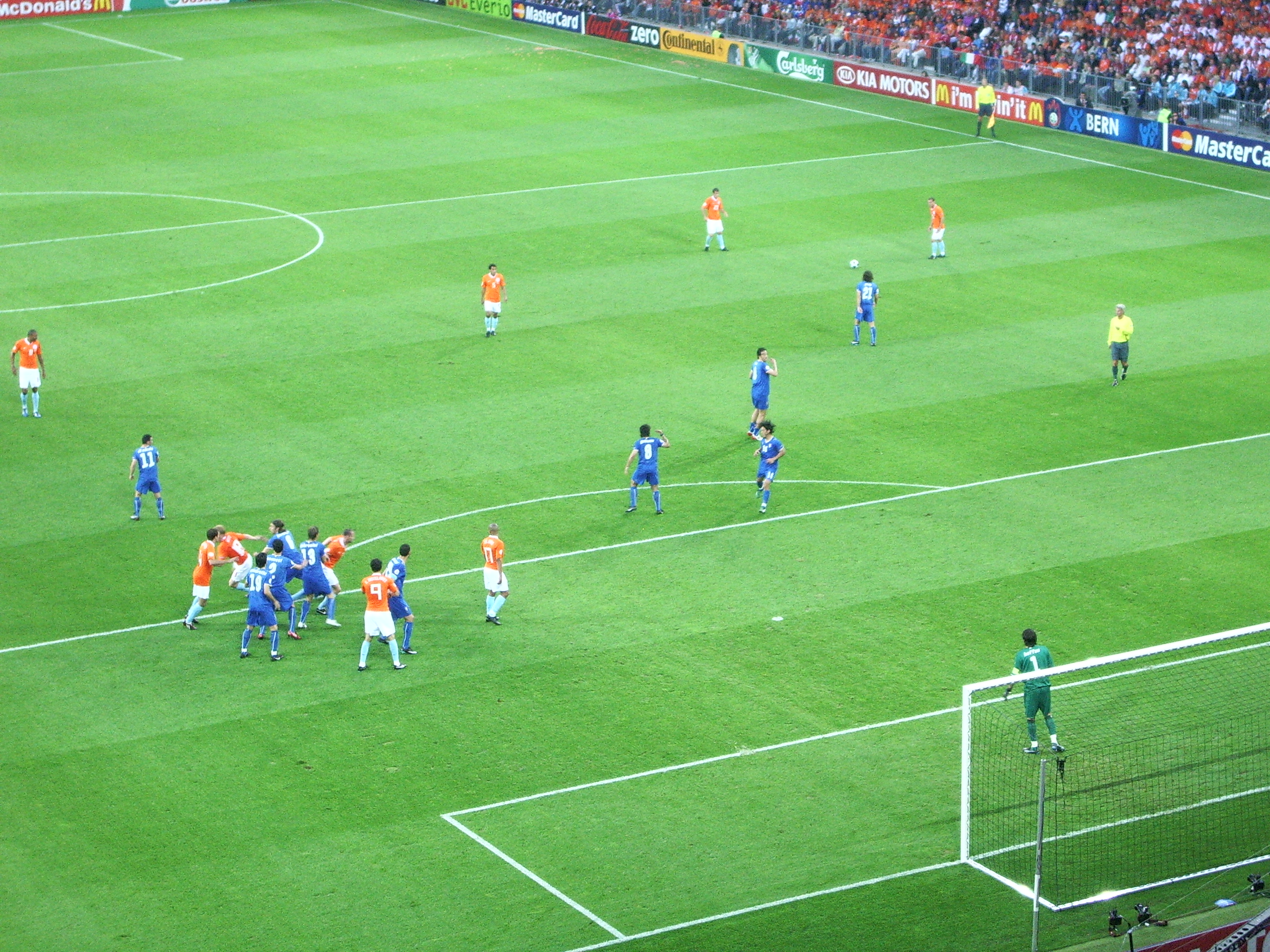
Coup franc lors du match Pays-Bas contre Italie.

| Groupe C |          |     |   |   |   |   |    |    |      |
|          | Équipe   | Pts | J | G | N | P | Bp | Bc | Diff |
| 1        | Pays-Bas | 9   | 3 | 3 | 0 | 0 | 9  | 1  | +8   |
| 2        | Italie   | 4   | 3 | 1 | 1 | 1 | 3  | 4  | -1   |
| 3        | Roumanie | 2   | 3 | 0 | 2 | 1 | 1  | 3  | -2   |
| 4        | France   | 1   | 3 | 0 | 1 | 2 | 1  | 6  | -5   |

| 9 juin  | Zurich | Roumanie | 0 | 0 | France   |
| 9 juin  | Berne  | Pays-Bas | 3 | 0 | Italie   |
| 13 juin | Zurich | Italie   | 1 | 1 | Roumanie |
| 13 juin | Berne  | Pays-Bas | 4 | 1 | France   |
| 17 juin | Berne  | Pays-Bas | 2 | 0 | Roumanie |
| 17 juin | Zurich | France   | 0 | 2 | Italie   |

     Équipe qualifiée ou victorieuse; Pts = points; J = joués; G = gagnés; N = nuls; P = perdus;

Bp = buts pour; Bc = buts contre; Diff = différence de buts

#### Groupe D
Ce groupe est la copie quasi-conforme du groupe A de 2004 (la Suède remplace le Portugal). Les Grecs, tenant du titre, ne peuvent plus compter sur l'effet de surprise qui leur a permis de remporter la compétition en 2004. La Suède et l'Espagne se retrouvent après les éliminatoires. L'Espagne semble la mieux armée pour sortir de la poule, bien qu'elle n'ait remporté aucun titre depuis sa victoire à l'Euro 1964. La Russie a toujours déçu en poule lors des grandes compétitions mais peut s'appuyer sur la dynamique de la victoire en coupe UEFA du Zénith Saint-Pétersbourg.
L'Espagne est qualifiée pour les quarts de finale dès le deuxième match, grâce à sa victoire face aux Suédois (2-1) et à la défaite de la Grèce face à la Russie (0-1). La Russie se classe deuxième en battant la Suède lors de la dernière journée. À noter que le tenant du titre, la Grèce, a finalement été la plus mauvaise équipe du tournoi avec ses 0 point.

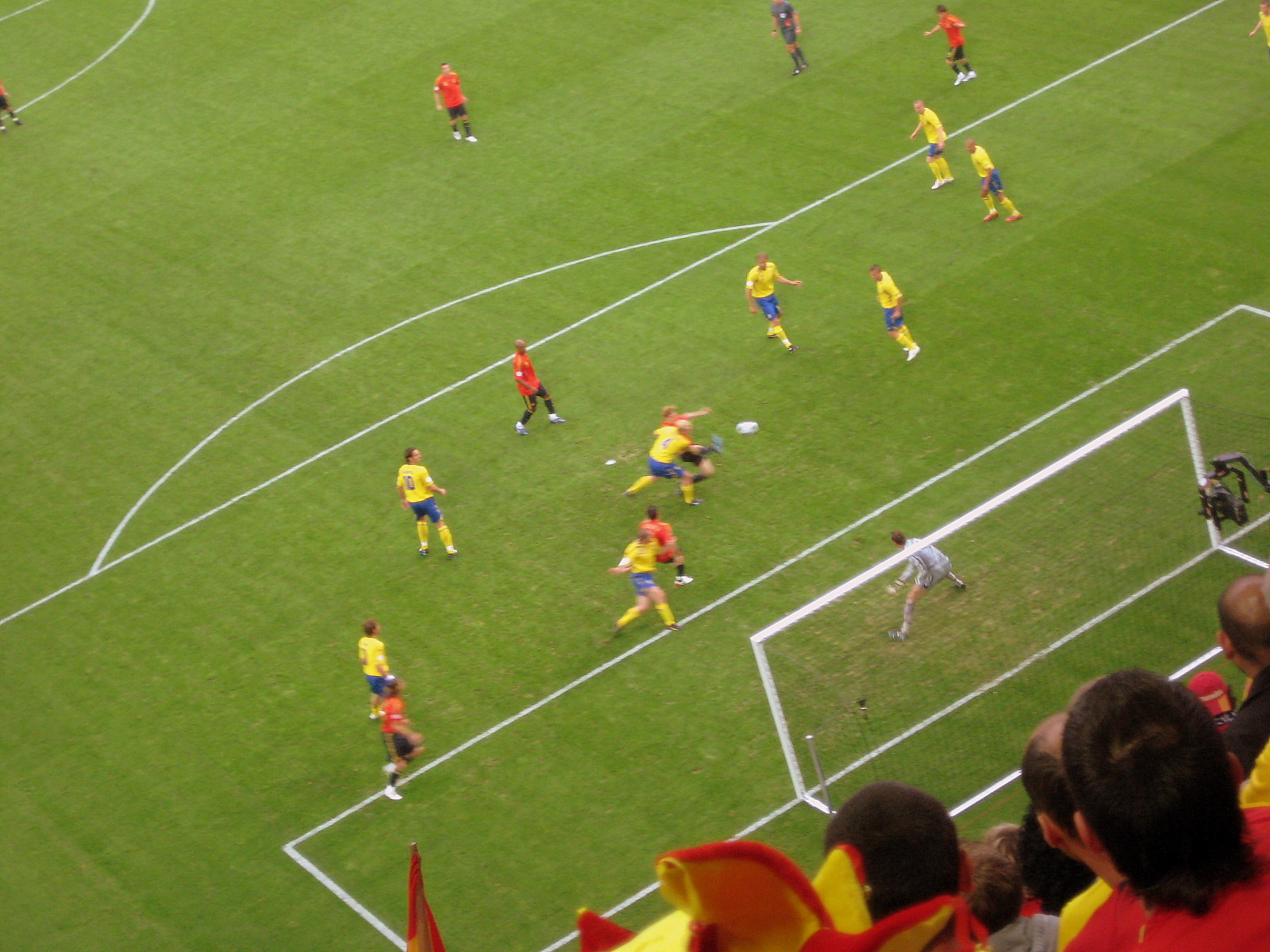
L'Espagnol Fernando Torres marque contre la Suède le 14 juin

| Groupe D |         |     |   |   |   |   |    |    |      |
|          | Équipe  | Pts | J | G | N | P | Bp | Bc | Diff |
| 1        | Espagne | 9   | 3 | 3 | 0 | 0 | 8  | 3  | +5   |
| 2        | Russie  | 6   | 3 | 2 | 0 | 1 | 4  | 4  | 0    |
| 3        | Suède   | 3   | 3 | 1 | 0 | 2 | 3  | 4  | -1   |
| 4        | Grèce   | 0   | 3 | 0 | 0 | 3 | 1  | 5  | -4   |

| 10 juin | Innsbruck | Espagne | 4 | 1 | Russie  |
| 10 juin | Salzbourg | Grèce   | 0 | 2 | Suède   |
| 14 juin | Innsbruck | Suède   | 1 | 2 | Espagne |
| 14 juin | Salzbourg | Grèce   | 0 | 1 | Russie  |
| 18 juin | Salzbourg | Grèce   | 1 | 2 | Espagne |
| 18 juin | Innsbruck | Russie  | 2 | 0 | Suède   |

     Équipe qualifiée ou victorieuse; Pts = points; J = joués; G = gagnés; N = nuls; P = perdus;

Bp = buts pour; Bc = buts contre; Diff = différence de buts

### Tableau final
À noter que le tableau après le premier tour n'est pas « croisé » comme c'est généralement le cas, mais reste séparé en deux parties de sorte les équipes issues des groupes A et B ne peuvent pas rencontrer les équipes issues des groupes C et D avant la finale. Cela explique que deux équipes (l'Espagne et la Russie) issues du même groupe (D) se soient rencontrées pour la deuxième fois dans le tournoi en demi-finale. Le tableau séparé a été choisi afin de remédier à la mauvaise expérience de 2004, tout en continuant de satisfaire la demande d'étalement des matchs pour la télévision. En effet, en 2004, et pour la première fois, les quarts de finale s'étalaient sur quatre jours. Les demi-finales croisées impliquaient alors un repos de deux jours supplémentaires pour les équipes ayant joué les deux premiers quarts (la Grèce et le Portugal). Les équipes les plus fraîches étaient arrivées en finale. Pour que l'écart de repos ne dépasse pas une journée, tout en conservant des quarts de finale sur quatre jours, il était nécessaire de ne pas croiser les demi-finales.
|  | Quarts de finale                       | Quarts de finale                       |           |           | Demi-finales                         | Demi-finales                         |  |  | Finale                                 | Finale                                 |
|  | Quarts de finale                       | Quarts de finale                       |           |           | Demi-finales                         | Demi-finales                         |  |  | Finale                                 | Finale                                 |
|  |                                        |                                        |           |           |                                      |                                      |  |  |                                        |                                        |
|  | 19 juin au Parc Saint-Jacques (Bâle)   | 19 juin au Parc Saint-Jacques (Bâle)   |           |           | 25 juin au Parc Saint-Jacques (Bâle) | 25 juin au Parc Saint-Jacques (Bâle) |  |  | 29 juin au stade Ernst-Happel (Vienne) | 29 juin au stade Ernst-Happel (Vienne) |
|  | 19 juin au Parc Saint-Jacques (Bâle)   | 19 juin au Parc Saint-Jacques (Bâle)   |           |           | 25 juin au Parc Saint-Jacques (Bâle) | 25 juin au Parc Saint-Jacques (Bâle) |  |  | 29 juin au stade Ernst-Happel (Vienne) | 29 juin au stade Ernst-Happel (Vienne) |
|  | Portugal                               | 2                                      |           |           | 25 juin au Parc Saint-Jacques (Bâle) | 25 juin au Parc Saint-Jacques (Bâle) |  |  | 29 juin au stade Ernst-Happel (Vienne) | 29 juin au stade Ernst-Happel (Vienne) |
|  | Portugal                               | 2                                      |           |           | 25 juin au Parc Saint-Jacques (Bâle) | 25 juin au Parc Saint-Jacques (Bâle) |  |  | 29 juin au stade Ernst-Happel (Vienne) | 29 juin au stade Ernst-Happel (Vienne) |
|  | Allemagne                              | 3                                      |           |           | 25 juin au Parc Saint-Jacques (Bâle) | 25 juin au Parc Saint-Jacques (Bâle) |  |  | 29 juin au stade Ernst-Happel (Vienne) | 29 juin au stade Ernst-Happel (Vienne) |
|  | Allemagne                              | 3                                      | Allemagne | 3         |                                      |                                      |  |  | 29 juin au stade Ernst-Happel (Vienne) | 29 juin au stade Ernst-Happel (Vienne) |
|  | 20 juin au stade Ernst-Happel (Vienne) |                                        | Allemagne | 3         |                                      |                                      |  |  | 29 juin au stade Ernst-Happel (Vienne) | 29 juin au stade Ernst-Happel (Vienne) |
|  |                                        | Turquie                                | 2         |           |                                      |                                      |  |  | 29 juin au stade Ernst-Happel (Vienne) | 29 juin au stade Ernst-Happel (Vienne) |
|  | Croatie                                | Turquie                                | 2         | 1 ap (1)  |                                      |                                      |  |  | 29 juin au stade Ernst-Happel (Vienne) | 29 juin au stade Ernst-Happel (Vienne) |
|  | Croatie                                |                                        |           | 1 ap (1)  |                                      |                                      |  |  | 29 juin au stade Ernst-Happel (Vienne) | 29 juin au stade Ernst-Happel (Vienne) |
|  | Turquie                                | 1 tab (3)                              |           |           |                                      |                                      |  |  | 29 juin au stade Ernst-Happel (Vienne) | 29 juin au stade Ernst-Happel (Vienne) |
|  | Turquie                                | 1 tab (3)                              | Allemagne | 0         |                                      |                                      |  |  |                                        |                                        |
|  | 21 juin au Parc Saint-Jacques (Bâle)   |                                        | Allemagne | 0         |                                      |                                      |  |  |                                        |                                        |
|  |                                        | Espagne                                | 1         |           |                                      |                                      |  |  |                                        |                                        |
|  | Pays-Bas                               | Espagne                                | 1         | 1         |                                      |                                      |  |  |                                        |                                        |
|  | Pays-Bas                               | 26 juin au stade Ernst-Happel (Vienne) |           | 1         |                                      |                                      |  |  |                                        |                                        |
|  | Russie                                 | 3 ap                                   |           |           |                                      |                                      |  |  |                                        |                                        |
|  | Russie                                 | 3 ap                                   | Russie    | 0         |                                      |                                      |  |  |                                        |                                        |
|  | 22 juin au stade Ernst-Happel (Vienne) |                                        | Russie    | 0         |                                      |                                      |  |  |                                        |                                        |
|  |                                        | Espagne                                | 3         |           |                                      |                                      |  |  |                                        |                                        |
|  | Espagne                                | Espagne                                | 3         | 0 tab (4) |                                      |                                      |  |  |                                        |                                        |
|  | Espagne                                |                                        |           | 0 tab (4) |                                      |                                      |  |  |                                        |                                        |
|  | Italie                                 | 0 ap (2)                               |           |           |                                      |                                      |  |  |                                        |                                        |
|  | Italie                                 | 0 ap (2)                               |           |           |                                      |                                      |  |  |                                        |                                        |

#### Quarts de finale
- 19 juin : l'Allemagne s'impose contre le Portugal en faisant parler sa force offensive. Les Allemands gagnent à l'issue d'un match riche en rebondissements, le Portugal étant revenu à un but des Allemands à 10 minutes de la fin de la rencontre. L'Allemand  Bastian Schweinsteiger est nommé homme du match.
- 20 juin : après un match monotone durant les 90 premières minutes, la Turquie et la Croatie se voient obliger d'aller en prolongation. Alors que le match se dirigeait vers les tirs au but, les Croates marquèrent à 2 minutes de la fin de la prolongation mais les Turcs n'avaient pas dit leur dernier mot. En effet, bien que la partie entrait dans le temps additionnel, ils réussirent à égaliser et, une nouvelle fois, à renverser la situation comme ce fut le cas durant leurs deux derniers matchs. Abattue, la sélection croate s'inclina 3 à 1 à l'épreuve des tirs au but en ne marquant qu'un seul tir sur quatre tentés. Le Turc Hamit Altıntop est nommé homme du match.
- 21 juin : les Néerlandais, qui figuraient parmi les favoris du tournoi grâce à leurs trois victoires du premier tour, se font dominer par l'équipe russe. Les Russes ouvrent la marque en seconde période, et ne se font rejoindre qu'en toute fin de match. Dans la prolongation, les Oranje encaissent deux buts synonymes d'élimination. Le Russe Andreï Archavine est nommé homme du match.
- 22 juin : l'équipe d'Espagne, développant un jeu moins spectaculaire qu'au premier tour, élimine l'Italie aux tirs au but (4-2) grâce à deux arrêts du gardien et capitaine espagnol Iker Casillas, nommé homme du match (contre un de Buffon). Le match s'était auparavant soldé sur un morne 0-0 malgré un poteau italien tiré par Pirlo à la 89e minute .

| Titulaires : |  |
| |  |
| 1 Ricardo · 4 José Bosingwa · 15 Pepe 60e · 16 Ricardo Carvalho · 2 Paulo Ferreira · 8 Petit 26e 73e · 10 João Moutinho 31e · 7 Cristiano Ronaldo · 20 Deco · 11 Simão · 21 Nuno Gomes (c) 67e · |  |
| Remplaçants : |  |
| 6 Raul Meireles 31e · 19 Nani 67e · 23 Hélder Postiga 73e 90e · |  |
| Entraîneur : |  |
| Luiz Felipe Scolari |  |

| Titulaires : |  |
| |  |
| 1 Jens Lehmann · 3 Arne Friedrich 48e · 17 Per Mertesacker · 21 Christoph Metzelder · 16 Philipp Lahm 49e · 7 Bastian Schweinsteiger 83e · 6 Simon Rolfes · 13 Michael Ballack (c) · 15 Thomas Hitzlsperger 73e · 11 Miroslav Klose 89e · 20 Lukas Podolski · |  |
| Remplaçants : |  |
| 18 Tim Borowski 73e · 4 Clemens Fritz 83e · 2 Marcell Jansen 89e · |  |
| Entraîneur : |  |
| Hans-Dieter Flick |  |

| Titulaires : |  |
| |  |
| 1 Ricardo · 4 José Bosingwa · 15 Pepe 60e · 16 Ricardo Carvalho · 2 Paulo Ferreira · 8 Petit 26e 73e · 10 João Moutinho 31e · 7 Cristiano Ronaldo · 20 Deco · 11 Simão · 21 Nuno Gomes (c) 67e · |  |
| Remplaçants : |  |
| 6 Raul Meireles 31e · 19 Nani 67e · 23 Hélder Postiga 73e 90e · |  |
| Entraîneur : |  |
| Luiz Felipe Scolari |  |

| Titulaires : |  |
| |  |
| 1 Jens Lehmann · 3 Arne Friedrich 48e · 17 Per Mertesacker · 21 Christoph Metzelder · 16 Philipp Lahm 49e · 7 Bastian Schweinsteiger 83e · 6 Simon Rolfes · 13 Michael Ballack (c) · 15 Thomas Hitzlsperger 73e · 11 Miroslav Klose 89e · 20 Lukas Podolski · |  |
| Remplaçants : |  |
| 18 Tim Borowski 73e · 4 Clemens Fritz 83e · 2 Marcell Jansen 89e · |  |
| Entraîneur : |  |
| Hans-Dieter Flick |  |

| Titulaires : |  |
| |  |
| 1 Stipe Pletikosa · 5 Vedran Ćorluka · 4 Robert Kovač · 3 Josip Šimunić · 22 Danijel Pranjić · 11 Darijo Srna · 14 Luka Modrić · 10 Niko Kovač (c) · 7 Ivan Rakitić · 19 Niko Kranjčar 65e · 18 Ivica Olić 97e · |  |
| Remplaçants : |  |
| 21 Mladen Petrić 65e · 17 Ivan Klasnić 97e · |  |
| Entraîneur : |  |
| Slaven Bilić |  |

| Titulaires : |  |
| |  |
| 1 Rüştü Reçber · 22 Hamit Altıntop · 4 Gökhan Zan · 15 Emre Aşık 107e · 3 Hakan Balta · 6 Mehmet Topal 76e · 20 Sabri Sarıoğlu · 17 Tuncay Şanlı 27e · 14 Arda Turan 49e · 18 Colin Kazim-Richards 61e · 8 Nihat Kahveci (c) 117e · |  |
| Remplaçants : |  |
| 16 Uğur Boral 89e 61e · 9 Semih Şentürk 76e · 10 Gökdeniz Karadeniz 117e · |  |
| Entraîneur : |  |
| Fatih Terim |  |

| Titulaires : |  |
| |  |
| 1 Stipe Pletikosa · 5 Vedran Ćorluka · 4 Robert Kovač · 3 Josip Šimunić · 22 Danijel Pranjić · 11 Darijo Srna · 14 Luka Modrić · 10 Niko Kovač (c) · 7 Ivan Rakitić · 19 Niko Kranjčar 65e · 18 Ivica Olić 97e · |  |
| Remplaçants : |  |
| 21 Mladen Petrić 65e · 17 Ivan Klasnić 97e · |  |
| Entraîneur : |  |
| Slaven Bilić |  |

| Titulaires : |  |
| |  |
| 1 Rüştü Reçber · 22 Hamit Altıntop · 4 Gökhan Zan · 15 Emre Aşık 107e · 3 Hakan Balta · 6 Mehmet Topal 76e · 20 Sabri Sarıoğlu · 17 Tuncay Şanlı 27e · 14 Arda Turan 49e · 18 Colin Kazim-Richards 61e · 8 Nihat Kahveci (c) 117e · |  |
| Remplaçants : |  |
| 16 Uğur Boral 89e 61e · 9 Semih Şentürk 76e · 10 Gökdeniz Karadeniz 117e · |  |
| Entraîneur : |  |
| Fatih Terim |  |

| Titulaires : |  |
| |  |
| 1 Edwin van der Sar (c) · 21 Khalid Boulahrouz 50e 54e · 2 Andre Ooijer · 4 Joris Mathijsen · 5 Giovanni van Bronckhorst · 17 Nigel de Jong · 8 Orlando Engelaar 62e · 18 Dirk Kuyt 46e · 23 Rafael van der Vaart 60e · 10 Wesley Sneijder · 9 Ruud van Nistelrooy · |  |
| Remplaçants : |  |
| 7 Robin van Persie 55e 46e · 3 John Heitinga 54e · 20 Ibrahim Afellay 62e · |  |
| Entraîneur : |  |
| Marco van Basten |  |

| Titulaires : |  |
| |  |
| 1 Igor Akinfeïev · 22 Alexandre Anioukov · 4 Sergueï Ignachevitch · 8 Denis Kolodine 71e · 18 Iouri Jirkov 103e · 11 Sergueï Semak (c) · 17 Konstantine Zyrianov · 20 Igor Semchov 69e · 9 Ivan Saïenko 81e · 10 Andreï Archavine · 19 Roman Pavlioutchenko 115e · |  |
| Remplaçants : |  |
| 15 Diniar Bilialetdinov 69e · 7 Dmitri Torbinski 111e 81e · 21 Dmitri Sytchiov 115e · |  |
| Entraîneur : |  |
| Guus Hiddink |  |

| Titulaires : |  |
| |  |
| 1 Edwin van der Sar (c) · 21 Khalid Boulahrouz 50e 54e · 2 Andre Ooijer · 4 Joris Mathijsen · 5 Giovanni van Bronckhorst · 17 Nigel de Jong · 8 Orlando Engelaar 62e · 18 Dirk Kuyt 46e · 23 Rafael van der Vaart 60e · 10 Wesley Sneijder · 9 Ruud van Nistelrooy · |  |
| Remplaçants : |  |
| 7 Robin van Persie 55e 46e · 3 John Heitinga 54e · 20 Ibrahim Afellay 62e · |  |
| Entraîneur : |  |
| Marco van Basten |  |

| Titulaires : |  |
| |  |
| 1 Igor Akinfeïev · 22 Alexandre Anioukov · 4 Sergueï Ignachevitch · 8 Denis Kolodine 71e · 18 Iouri Jirkov 103e · 11 Sergueï Semak (c) · 17 Konstantine Zyrianov · 20 Igor Semchov 69e · 9 Ivan Saïenko 81e · 10 Andreï Archavine · 19 Roman Pavlioutchenko 115e · |  |
| Remplaçants : |  |
| 15 Diniar Bilialetdinov 69e · 7 Dmitri Torbinski 111e 81e · 21 Dmitri Sytchiov 115e · |  |
| Entraîneur : |  |
| Guus Hiddink |  |

| Titulaires : |  |
| |  |
| 1 Iker Casillas (c) · 15 Sergio Ramos · 4 Carlos Marchena · 5 Carles Puyol · 11 Joan Capdevila · 6 Andrés Iniesta 11e 59e · 19 Marcos Senna · 8 Xavi 60e · 21 David Silva · 7 David Villa 72e · 9 Fernando Torres 85e · |  |
| Remplaçants : |  |
| 12 Santi Cazorla 59e 113e · 10 Cesc Fàbregas 60e · 17 Dani Güiza 85e · |  |
| Entraîneur : |  |
| Luis Aragonés |  |

| Titulaires : |  |
| |  |
| 1 Gianluigi Buffon (c) · 19 Gianluca Zambrotta · 2 Christian Panucci · 4 Giorgio Chiellini · 3 Fabio Grosso · 22 Alberto Aquilani 108e · 10 Daniele De Rossi · 13 Massimo Ambrosini 31e · 20 Simone Perrotta 58e · 9 Luca Toni · 18 Antonio Cassano 75e · |  |
| Remplaçants : |  |
| 16 Mauro Camoranesi 58e · 11 Antonio Di Natale 75e · 7 Alessandro Del Piero 108e · |  |
| Entraîneur : |  |
| Roberto Donadoni |  |

| Titulaires : |  |
| |  |
| 1 Iker Casillas (c) · 15 Sergio Ramos · 4 Carlos Marchena · 5 Carles Puyol · 11 Joan Capdevila · 6 Andrés Iniesta 11e 59e · 19 Marcos Senna · 8 Xavi 60e · 21 David Silva · 7 David Villa 72e · 9 Fernando Torres 85e · |  |
| Remplaçants : |  |
| 12 Santi Cazorla 59e 113e · 10 Cesc Fàbregas 60e · 17 Dani Güiza 85e · |  |
| Entraîneur : |  |
| Luis Aragonés |  |

| Titulaires : |  |
| |  |
| 1 Gianluigi Buffon (c) · 19 Gianluca Zambrotta · 2 Christian Panucci · 4 Giorgio Chiellini · 3 Fabio Grosso · 22 Alberto Aquilani 108e · 10 Daniele De Rossi · 13 Massimo Ambrosini 31e · 20 Simone Perrotta 58e · 9 Luca Toni · 18 Antonio Cassano 75e · |  |
| Remplaçants : |  |
| 16 Mauro Camoranesi 58e · 11 Antonio Di Natale 75e · 7 Alessandro Del Piero 108e · |  |
| Entraîneur : |  |
| Roberto Donadoni |  |

#### Demi-finales
- 25 juin : l'Allemagne s'impose sur la Turquie 3-2. L'Allemand Philipp Lahm est nommé homme du match.
- 26 juin : l'Espagne s'impose sur la Russie 0-3. L'Espagnol Andrés Iniesta est nommé homme du match.

| Titulaires : |  |
| |  |
| 1 Jens Lehmann · 3 Arne Friedrich · 17 Per Mertesacker · 21 Christoph Metzelder · 16 Philipp Lahm · 15 Thomas Hitzlsperger · 6 Simon Rolfes 46e · 7 Bastian Schweinsteiger · 13 Michael Ballack (c) · 20 Lukas Podolski · 11 Miroslav Klose 90+2e · |  |
| Remplaçants : |  |
| 8 Torsten Frings 46e · 2 Marcell Jansen 90+2e · |  |
| Entraîneur : |  |
| Joachim Löw |  |

| Titulaires : |  |
| |  |
| 1 Rüştü Reçber (c) · 20 Sabri Sarıoğlu 90+4e · 6 Mehmet Topal · 4 Gökhan Zan · 3 Hakan Balta · 7 Mehmet Aurélio · 18 Colin Kazim-Richards 90+2e · 22 Hamit Altıntop · 19 Ayhan Akman 81e · 16 Uğur Boral 84e · 9 Semih Şentürk 53e · |  |
| Remplaçants : |  |
| 21 Mevlüt Erding 81e · 10 Gökdeniz Karadeniz 84e · 11 Tümer Metin 90+2e · |  |
| Entraîneur : |  |
| Fatih Terim |  |

| Titulaires : |  |
| |  |
| 1 Jens Lehmann · 3 Arne Friedrich · 17 Per Mertesacker · 21 Christoph Metzelder · 16 Philipp Lahm · 15 Thomas Hitzlsperger · 6 Simon Rolfes 46e · 7 Bastian Schweinsteiger · 13 Michael Ballack (c) · 20 Lukas Podolski · 11 Miroslav Klose 90+2e · |  |
| Remplaçants : |  |
| 8 Torsten Frings 46e · 2 Marcell Jansen 90+2e · |  |
| Entraîneur : |  |
| Joachim Löw |  |

| Titulaires : |  |
| |  |
| 1 Rüştü Reçber (c) · 20 Sabri Sarıoğlu 90+4e · 6 Mehmet Topal · 4 Gökhan Zan · 3 Hakan Balta · 7 Mehmet Aurélio · 18 Colin Kazim-Richards 90+2e · 22 Hamit Altıntop · 19 Ayhan Akman 81e · 16 Uğur Boral 84e · 9 Semih Şentürk 53e · |  |
| Remplaçants : |  |
| 21 Mevlüt Erding 81e · 10 Gökdeniz Karadeniz 84e · 11 Tümer Metin 90+2e · |  |
| Entraîneur : |  |
| Fatih Terim |  |

| Titulaires : |  |
| |  |
| 1 Igor Akinfeïev · 22 Alexandre Anioukov · 2 Vassili Bérézoutski · 4 Sergueï Ignachevitch · 18 Iouri Jirkov 56e · 11 Sergueï Semak (c) · 17 Konstantine Zyrianov · 20 Igor Semchov 56e · 9 Ivan Saïenko 57e · 10 Andreï Archavine · 19 Roman Pavlioutchenko · |  |
| Remplaçants : |  |
| 15 Diniar Bilialetdinov 56e 60e · 21 Dmitri Sytchiov 57e · |  |
| Entraîneur : |  |
| Guus Hiddink |  |

| Titulaires : |  |
| |  |
| 1 Iker Casillas (c) · 15 Sergio Ramos · 4 Carlos Marchena · 5 Carles Puyol · 11 Joan Capdevila · 6 Andrés Iniesta · 19 Marcos Senna · 8 Xavi 69e · 21 David Silva · 7 David Villa 34e · 9 Fernando Torres 69e · |  |
| Remplaçants : |  |
| 10 Cesc Fàbregas 34e · 14 Xabi Alonso 69e · 17 Dani Güiza 69e · |  |
| Entraîneur : |  |
| Luis Aragonés |  |

| Titulaires : |  |
| |  |
| 1 Igor Akinfeïev · 22 Alexandre Anioukov · 2 Vassili Bérézoutski · 4 Sergueï Ignachevitch · 18 Iouri Jirkov 56e · 11 Sergueï Semak (c) · 17 Konstantine Zyrianov · 20 Igor Semchov 56e · 9 Ivan Saïenko 57e · 10 Andreï Archavine · 19 Roman Pavlioutchenko · |  |
| Remplaçants : |  |
| 15 Diniar Bilialetdinov 56e 60e · 21 Dmitri Sytchiov 57e · |  |
| Entraîneur : |  |
| Guus Hiddink |  |

| Titulaires : |  |
| |  |
| 1 Iker Casillas (c) · 15 Sergio Ramos · 4 Carlos Marchena · 5 Carles Puyol · 11 Joan Capdevila · 6 Andrés Iniesta · 19 Marcos Senna · 8 Xavi 69e · 21 David Silva · 7 David Villa 34e · 9 Fernando Torres 69e · |  |
| Remplaçants : |  |
| 10 Cesc Fàbregas 34e · 14 Xabi Alonso 69e · 17 Dani Güiza 69e · |  |
| Entraîneur : |  |
| Luis Aragonés |  |

#### Finale
Après 44 ans d'attente, l'Espagne remporte sa 2e compétition internationale grâce à un but inscrit par Fernando Torres à la 33e minute.
| Titulaires : |  |
| |  |
| 1 Jens Lehmann · 3 Arne Friedrich · 17 Per Mertesacker · 21 Christoph Metzelder · 16 Philipp Lahm 46e · 8 Torsten Frings · 15 Thomas Hitzlsperger 58e · 7 Bastian Schweinsteiger · 13 Michael Ballack (c) 43e · 20 Lukas Podolski · 11 Miroslav Klose 79e · |  |
| Remplaçants : |  |
| 2 Marcell Jansen 46e · 22 Kevin Kurányi 58e 88e · 9 Mario Gómez 79e · |  |
| Entraîneur : |  |
| Joachim Löw |  |

| Titulaires : |  |
| |  |
| 1 Iker Casillas (c) 43e · 15 Sergio Ramos · 4 Carlos Marchena · 5 Carles Puyol · 11 Joan Capdevila · 19 Marcos Senna · 6 Andrés Iniesta · 8 Xavi · 10 Cesc Fàbregas 63e · 21 David Silva 66e · 9 Fernando Torres 74e 78e · |  |
| Remplaçants : |  |
| 14 Xabi Alonso 63e · 12 Santi Cazorla 66e · 17 Dani Güiza 78e · |  |
| Entraîneur : |  |
| Luis Aragonés |  |

| Titulaires : |  |
| |  |
| 1 Jens Lehmann · 3 Arne Friedrich · 17 Per Mertesacker · 21 Christoph Metzelder · 16 Philipp Lahm 46e · 8 Torsten Frings · 15 Thomas Hitzlsperger 58e · 7 Bastian Schweinsteiger · 13 Michael Ballack (c) 43e · 20 Lukas Podolski · 11 Miroslav Klose 79e · |  |
| Remplaçants : |  |
| 2 Marcell Jansen 46e · 22 Kevin Kurányi 58e 88e · 9 Mario Gómez 79e · |  |
| Entraîneur : |  |
| Joachim Löw |  |

| Titulaires : |  |
| |  |
| 1 Iker Casillas (c) 43e · 15 Sergio Ramos · 4 Carlos Marchena · 5 Carles Puyol · 11 Joan Capdevila · 19 Marcos Senna · 6 Andrés Iniesta · 8 Xavi · 10 Cesc Fàbregas 63e · 21 David Silva 66e · 9 Fernando Torres 74e 78e · |  |
| Remplaçants : |  |
| 14 Xabi Alonso 63e · 12 Santi Cazorla 66e · 17 Dani Güiza 78e · |  |
| Entraîneur : |  |
| Luis Aragonés |  |

## Statistiques et récompenses

### Statistiques générales
Les 16 équipes présentes disputent un total de 31 rencontres : 24 au premier tour et 7 dans la phase à élimination directe.

### Hommes du match
Le meilleur joueur de chaque match est désigné à partir des votes recueillis sur le site officiel de l'Euro et des votes du Groupe d'études techniques de l'UEFA.

#### 2 fois
- David Villa
- Wesley Sneijder
- Andreï Archavine

#### 1 fois
- Michael Ballack
- Philipp Lahm
- Lukas Podolski
- Bastian Schweinsteiger
- Ivan Klasnić
- Luka Modrić
- Stipe Pletikosa
- Xabi Alonso
- Iker Casillas
- Andrés Iniesta
- Fernando Torres
- Claude Makelele
- Daniele De Rossi
- Andrea Pirlo
- Robin van Persie
- Roger Guerreiro
- Pepe
- Cristiano Ronaldo
- Tomáš Ujfaluši
- Roman Pavlioutchenko
- Hamit Altıntop
- Nihat Kahveci
- Arda Turan
- Zlatan Ibrahimović
- Hakan Yakın

### Meilleur joueur
L'UEFA a choisi Xavi Hernández comme meilleur joueur de la compétition.

### Joueur clé
L'UEFA a désigné l'espagnol Xavi Hernández comme joueur clé de la compétition.

### Équipe-type
L'équipe-type de l'Euro 2008 comprend 23 joueurs.
| Gardiens                                         | Défenseurs                                                                | Milieux | Attaquants                                                        |
| ------------------------------------------------ | ------------------------------------------------------------------------- | --- | ----------------------------------------------------------------- |
| Gianluigi Buffon Iker Casillas Edwin van der Sar | José Bosingwa Philipp Lahm Carlos Marchena Pepe Carles Puyol Iouri Jirkov | Hamit Altintop Michael Ballack Cesc Fàbregas Andrés Iniesta Luka Modrić Lukas Podolski Marcos Senna Wesley Sneijder Xavi Hernández Konstantine Zyrianov | Andreï Archavine Roman Pavlioutchenko Fernando Torres David Villa |

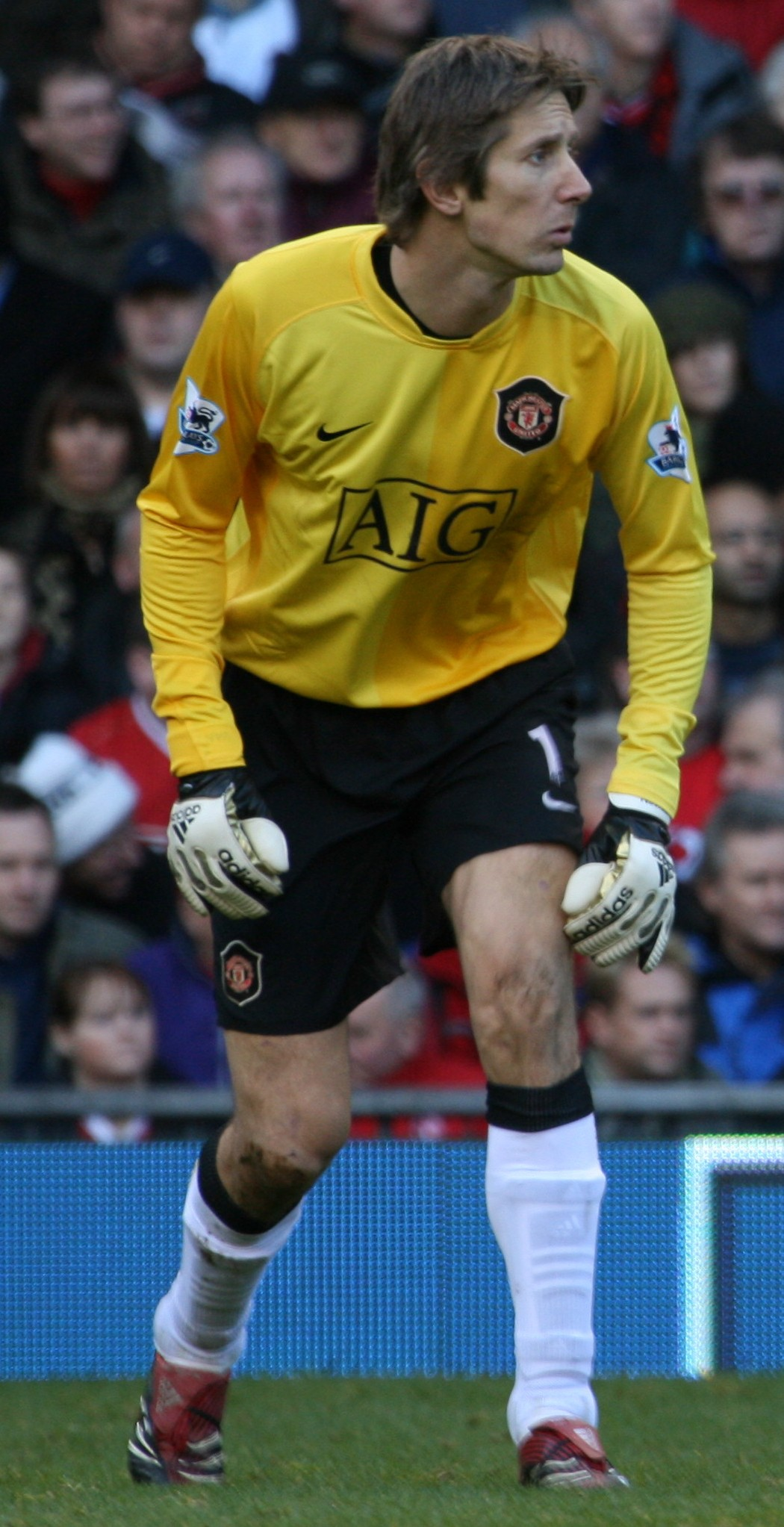
Edwin van der Sar.
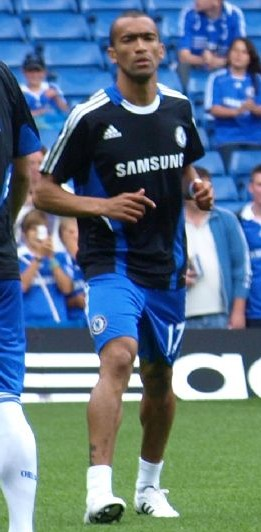
José Bosingwa.
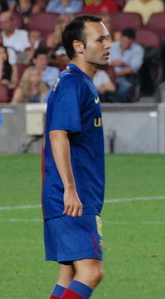
Andrés Iniesta.
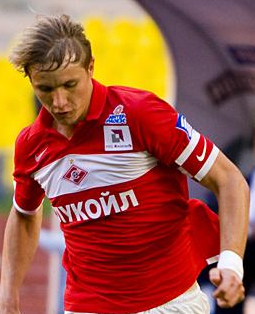
Roman Pavlioutchenko.

### Classement des buteurs

#### 4 buts
- David Villa

#### 3 buts
- Lukas Podolski
- Roman Pavlioutchenko
- Hakan Yakin
- Semih Şentürk

#### 2 buts
- Michael Ballack
- Bastian Schweinsteiger
- Miroslav Klose
- Ruud van Nistelrooy
- Wesley Sneijder
- Robin van Persie
- Arda Turan
- Nihat Kahveci
- Ivan Klasnić
- Fernando Torres
- Daniel Güiza
- Andreï Archavine
- Zlatan Ibrahimović

#### 1 but
- Deco
- Cristiano Ronaldo
- Raúl Meireles
- Pepe
- Ricardo Quaresma
- Nuno Gomes
- Helder Postiga
- David Silva
- Xavi Hernández
- Francesc Fàbregas
- Rubén de la Red
- Dirk Kuijt
- Arjen Robben
- Giovanni van Bronckhorst
- Klaas-Jan Huntelaar
- Libor Sionko
- Václav Svěrkoš
- Jan Koller
- Jaroslav Plašil
- Luka Modrić
- Darijo Srna
- Ivica Olić
- Christian Panucci
- Daniele De Rossi
- Andrea Pirlo
- Konstantine Zyrianov
- Dmitri Torbinski
- Philipp Lahm
- Ivica Vastic
- Thierry Henry
- Ángelos Charistéas
- Roger Guerreiro
- Adrian Mutu
- Petter Hansson
- Uğur Boral

### Classement des passeurs

#### 3 passes décisives
- Cesc Fàbregas
- Hamit Altıntop

#### 2 passes décisives
- Eren Derdiyok
- Dirk Kuyt
- Bastian Schweinsteiger
- Wesley Sneijder
- Andrés Iniesta
- Danijel Pranjić
- Lukas Podolski
- Miroslav Klose
- Alexandre Anioukov
- Sergueï Semak

#### 1 passe décisive
- Sergio García
- Demy de Zeeuw
- Roman Chirokov
- Arjen Robben
- Nani
- Daniel Güiza
- Ibrahim Afellay
- Marek Saganowski
- Gennaro Gattuso
- Willy Sagnol
- Fredrik Stoor
- Nuno Gomes
- Giorgos Karagounis
- Rüştü Reçber
- Thomas Hitzlsperger
- João Moutinho
- Robin van Persie
- Jaroslav Plašil
- Libor Sionko
- Tomáš Galásek
- Henrik Larsson
- Deco
- Cristiano Ronaldo
- Zdeněk Grygera
- Rafael van der Vaart
- Nihat Kahveci
- Fernando Torres
- Giorgio Chiellini
- Andreï Archavine
- Joris Mathijsen
- Luka Modrić
- Sabri Sarıoğlu
- Torsten Frings
- David Silva
- Joan Capdevila
- Tuncay Şanlı
- Philipp Lahm
- Iouri Jirkov

### Discipline

#### Bilan par joueur

##### 1 cartonet 1 carton
- Bastian Schweinsteiger

##### 1 carton
- Éric Abidal
- Volkan Demirel

##### 2 cartons
- Mehmet Aurélio
- Emre Aşık
- Tuncay Şanlı
- Sabri Sarıoğlu
- Arda Turan
- Denis Kolodine
- Dmitri Torbinski
- Iouri Jirkov
- Andrea Pirlo
- Gennaro Gattuso
- Christian Chivu
- Dorin Goian
- Tranquillo Barnetta
- Johan Vonlanthen
- Sebastian Prödl
- Yórgos Karagoúnis
- Mariusz Lewandowski

##### 1 carton
- 88 joueurs sur les 16 équipes

##### Total
- 123 cartons  et 3 cartons .

## Polémique
Le directeur de la SSR, Armin Walpen de même que son homologue autrichien se sont plaints auprès de l'UEFA au sujet du traitement des images fournies aux chaînes de télévision, images qui auraient été censurées : usage de fumigènes dans les tribunes, supporter croate courant sur la pelouse, plus de mille sièges vides lors du quart de finale Pays-Bas–Russie au stade St-Jacques de Bâle, etc.